# Agrotis munda
Espèce
Agrotis munda est une espèce de lépidoptères (papillons) de la famille des Noctuidae.
On le trouve en Australie.

## Galerie

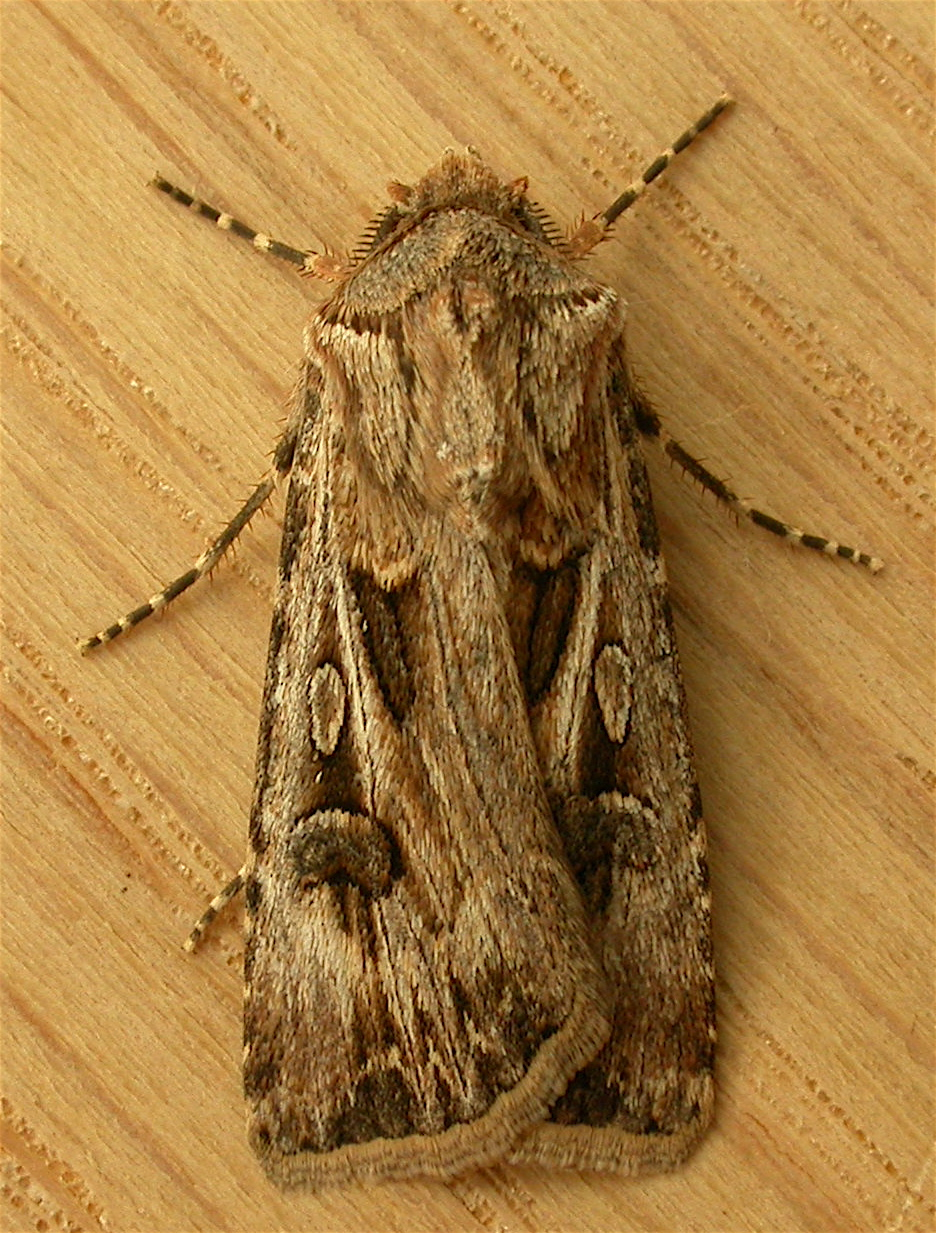

## Synonyme
- Euxoa injuncta